# 马科沃村委员会
马科沃村委员会（俄语：Маковский сельсовет）是俄罗斯联邦阿斯特拉罕州沃洛达尔斯基区所属的一个村委员会。其下辖有1个居民点，行政中心为马科沃。据2015年统计，该村委员会的人口为1104人。